# Larentia dascia
Larentia dascia là một loài bướm đêm trong họ Geometridae.